# (89739) Rampazzi
(89739) Rampazzi est un astéroïde de la ceinture principale.

## Description
(89739) Rampazzi est un astéroïde de la ceinture principale. Il fut découvert le 9 janvier 2002 à Cima Ekar par le programme Asiago-DLR Asteroid Survey. Il présente une orbite caractérisée par un demi-grand axe de 2,58 UA, une excentricité de 0,04 et une inclinaison de 14,2° par rapport à l'écliptique.

## Compléments